# L'epidemia
L'epidemia (Stålsprånget) è un romanzo giallo con contaminazioni distopiche e post apocalittiche del 1968 dello scrittore svedese Per Wahlöö.
È il secondo e ultimo libro della serie del commissario Jensen, preceduto da Delitto al trentunesimo piano (Mord på 31:a våningen) pubblicato nel 1964.

## Trama
In un paese dell'Europa settentrionale il governo si prende cura dei cittadini in modo autoritario e oppressivo, esaudendo tutti i bisogni primari ma limitandone la libertà. Nel paese, formalmente una monarchia parlamentare, di fatto è insediato da anni un governo di coalizione, una dittatura che ha instaurato un regime chiamato "la Concordia" basato sull'appiattimento della personalità. L'invadenza del governo nella vita dei cittadini ha causato un eccezionale aumento dei suicidi, dell'alcolismo e l'azzeramento del tasso di natalità.
Il commissario Jensen del sedicesimo distretto di polizia è gravemente ammalato e, prima di recarsi all'estero per una disperata operazione chirurgica, lascia le consegne al suo sostituto. L'operazione insperatamente ha successo e Jensen rimane ricoverato nell'ospedale per una lunga convalescenza, tagliato fuori da ogni rapporto con il mondo esterno per tre mesi, a causa dell'incomprensione della lingua locale. Durante la degenza riceve la visita di un funzionario del consolato che gli riferisce che il suo paese è isolato e le comunicazioni interrotte. Il capo del governo, Sua Eccellenza, bloccato fuori dai confini nazionali durante una visita all'estero con un ministro della Concordia, vuole incontrarlo per affidargli l'incarico di indagare su quanto sta accadendo in patria.
Jensen ritorna a casa a bordo di un elicottero militare; trova il paese quasi deserto e il commissariato vuoto. La poche auto in circolazione sono delle ambulanze che trasportano ammalati, vittime di un'epidemia. I sopravvissuti sono barricati nelle case terrorizzati mentre i donatori di sangue, spariscono uno ad uno. Durante la sua assenza un misterioso morbo ha decimato la popolazione. Il commissario sospetta che dietro le misure di emergenza vi sia un piano preordinato da una fazione politica che ha preso il sopravvento durante la crisi. I sospetti si rivelano fondati e Jensen, grazie all'incontro di un suo ex collaboratore, "il medico della polizia" scopre che l'epidemia è il risultato di un esperimento governativo, chiamato in codice "Salto d'acciaio", andato oltre i suoi scopi originari. I contaminati da una sostanza sperimentale, il D5H, sviluppano un'incontrollabile aggressività e muoiono pochi giorni dopo il contagio. Jensen con una scusa attira nel paese il capo del governo, a conoscenza ell'esperimento ma ignaro dei deleteri risultati, e lo arresta con l'aiuto dell'ex collega, appartenente a un movimento politico di opposizione. Il morbo non è contagioso ed è stato diffuso attraverso francobolli contaminati. L'epidemia si esaurisce e gli oppositori si incaricano di ristabilire l'ordine e la democrazia nel paese.

## Personaggi
Commissario JensenLaconico e pragmatico poliziotto. Ligio ai regolamenti in modo quasi patologico.
Il medico della poliziaMembro dell'opposizione extraparlamentare, sfuggito agli arresti immediatamente precedenti il contagio, aiuta Jensena scoprire i responsabili dell'epidemia.
Sua EccellenzaIl capo del Governo.
Il MinistroResponsabile diretto degli esperimenti che hanno diffuso l'epidemia, viene arrestato da Jensen.
Il disabileMembro di un movimento politico di opposizione, amico del medico della polizia, rimane contagiato dal morbo. In un ospedale viene salvato a prezzo dell'amputazione delle gambe. Le sue rivelazioni mettono Jensen sulla strada giusta per scoprire i colpevoli della diffusione dell'epidemia.

## Edizioni
- (SV) Per Wahlöö, Stålsprånget, 1ª ed., Stoccolma, Norstedt, 1968,  p. 212.
- Per Wahlöö, L'epidemia, traduzione di Renato Zatti, Stile Libero Big, Torino, Einaudi, 2014,  p. 208, ISBN 978-88-06-20916-2.